# Presidente de Israel
El presidente del Estado de Israel (en hebreo, נְשִׂיא הַמְּדִינָה, Nesí Hamediná) es el jefe de Estado de Israel. El Parlamento o Knéset elige al presidente por mayoría simple para un único periodo de siete años. El presidente ejerce una función de protocolo y elige al primer ministro el cual se encarga de las funciones ejecutivas del gobierno.

## Historia
Todos los presidentes de Israel que accedieron al cargo desde la política, desde Jaim Weizmann hasta su sobrino Ezer Weizman, han sido miembros o han estado conectados con el Partido Laborista Israelí. Moshé Katsav fue el primer miembro del Likud que accedió a la presidencia del Estado de Israel. Shimon Peres fue miembro del partido laborista y perteneció al partido Kadima. En el año 2007 Dalia Itzik ocupó el cargo de forma interina sustituyendo a Moshé Katsav, quien dimitió.

## Funciones
El presidente del Estado de Israel mantiene el antiguo título de jefe del Sanedrín, es decir, la entidad judicial suprema del pueblo judío en la Tierra de Israel durante los tiempos antiguos.
Casi todas las funciones de la presidencia son protocolarias y formales. Es función del presidente llamar a un miembro de la Knéset (Parlamento) para que inicie el proceso de formación de un nuevo gobierno tras las elecciones, o bien por la renuncia del gobierno anterior. También es su función aceptar las credenciales de los embajadores extranjeros, firmar tratados y leyes aprobadas por la Knéset. También es tarea del presidente el nombramiento de jueces, del gobernador del Banco de Israel y de los jefes de misiones diplomáticas en el extranjero, todo ello de acuerdo con las recomendaciones de los organismos correspondientes.
El presidente del Estado de Israel, asesorado por el ministro de Justicia, tiene capacidad para conceder indultos a presos y conmutar penas.

## Lista de presidentes del Consejo de Estado Provisional de Israel (1948–1949)
Partidos políticos:
     Mapai
     Sionistas Generales
| N.º | Retrato | Nombre                         | Fecha de inicio    | Fecha final           | Partido político Coalición electoral | Elección |
| --- | ------- | ------------------------------ | ------------------ | --------------------- | ------------------------------------ | -------- |
| 1   |         | David Ben-Gurion דָּוִד בֶּן גּוּרִיּוֹן | 14 de mayo de 1948 | 16 de mayo de 1948    | Mapai                                | -        |
| 2   |         | Jaim Weizmann חַיִים וַיְצְמַן       | 16 de mayo de 1948 | 17 de febrero de 1949 | Sionistas Generales                  | -        |

## Lista de presidentes del Estado de Israel (1949–presente)
Partidos políticos:
     Sionistas Generales
     Mapai
     HaAvodá
     Likud
     Kadima
     Independiente
| N.º                 | Retrato                      | Nombre                               | Fecha de inicio         | Fecha final             | Partido político Coalición electoral | Elección |
| ------------------- | ---------------------------- | ------------------------------------ | ----------------------- | ----------------------- | ------------------------------------ | -------- |
| 1                   |                              | Jaim Weizmann חַיִים וַיְצְמַן             | 17 de febrero de 1949   | 25 de noviembre de 1951 | Sionistas Generales                  | 1949     |
| 1                   | 25 de noviembre de 1951      | Jaim Weizmann חַיִים וַיְצְמַן             | 9 de noviembre de 1952  | 1951                    | Sionistas Generales                  |          |
| -                   |                              | Yosef Sprinzak יוֹסֵף שְׁפְּרִינְצָק Interino | 9 de noviembre de 1952  | 16 de diciembre de 1952 | Mapai                                | -        |
| 2                   |                              | Itzjak Ben-Zvi יִצְחָק בֶּן־צְבִי           | 16 de diciembre de 1952 | 30 de octubre de 1957   | Mapai                                | 1952     |
| 2                   | 30 de octubre de 1957        | Itzjak Ben-Zvi יִצְחָק בֶּן־צְבִי           | 30 de octubre de 1962   | 1957                    | Mapai                                |          |
| 2                   | 30 de octubre de 1962        | Itzjak Ben-Zvi יִצְחָק בֶּן־צְבִי           | 23 de abril de 1963     | 1962                    | Mapai                                |          |
| -                   |                              | Kadish Luz קַדִּישׁ לוּז Interino         | 23 de abril de 1963     | 21 de mayo de 1963      | Mapai                                | -        |
| 3                   |                              | Zalman Shazar זַלְמָן שז"ר              | 21 de mayo de 1963      | 26 de marzo de 1968     | Mapai                                | 1963     |
| 3                   | Mapai Alineamiento Laborista | Zalman Shazar זַלְמָן שז"ר              | 21 de mayo de 1963      | 26 de marzo de 1968     |                                      | 1963     |
|                     | HaAvodá                      | Zalman Shazar זַלְמָן שז"ר              | 21 de mayo de 1963      | 26 de marzo de 1968     |                                      | 1963     |
| 26 de marzo de 1968 | 24 de mayo de 1973           | Zalman Shazar זַלְמָן שז"ר              | 1968                    |                         |                                      |          |
| 26 de marzo de 1968 | 24 de mayo de 1973           | Zalman Shazar זַלְמָן שז"ר              | 1968                    | HaAvodá Alineamiento    |                                      |          |
| 4                   |                              | Efraim Katzir אֶפְרַיִם קָצִיר             | 24 de mayo de 1973      | 29 de abril de 1978     | HaAvodá Alineamiento                 | 1973     |
| 5                   |                              | Yitzjak Navón יִצְחַק נָבוֹן              | 29 de abril de 1978     | 5 de mayo de 1983       | HaAvodá Alineamiento                 | 1978     |
| 6                   |                              | Jaim Herzog חַיִים הֶרְצוֹג               | 5 de mayo de 1983       | 23 de febrero de 1988   | HaAvodá Alineamiento                 | 1983     |
| 6                   | 23 de febrero de 1988        | Jaim Herzog חַיִים הֶרְצוֹג               | 13 de mayo de 1993      | 1988                    | HaAvodá Alineamiento                 |          |
| 6                   | 23 de febrero de 1988        | Jaim Herzog חַיִים הֶרְצוֹג               | 13 de mayo de 1993      | 1988                    | HaAvodá                              |          |
| 7                   |                              | Ezer Weizman עֵזֶר וַיצְמָן               | 13 de mayo de 1993      | 4 de mayo de 1998       | HaAvodá                              | 1993     |
| 7                   | 4 de mayo de 1998            | Ezer Weizman עֵזֶר וַיצְמָן               | 13 de julio de 2000     | 1998                    | HaAvodá                              |          |
| -                   |                              | Avraham Burg אַבְרָהָם בּוּרְג Interino     | 13 de julio de 2000     | 1 de agosto de 2000     | HaAvodá                              | -        |
| 8                   |                              | Moshé Katsav מֹשֶׁה קַצָּב                 | 1 de agosto de 2000     | 25 de enero de 2007     | Likud                                | 2000     |
| -                   |                              | Dalia Itzik דַּלְיָה אִיצִיק Interina      | 25 de enero de 2007     | 15 de julio de 2007     | Kadima                               | -        |
| 9                   |                              | Shimon Peres שִׁמְעוֹן פֶּרֶס               | 15 de julio de 2007     | 24 de julio de 2014     | Kadima                               | 2007     |
| 10                  |                              | Reuven Rivlin רְאוּבֵן רִיבְלִין           | 24 de julio de 2014     | 7 de julio de 2021      | Likud                                | 2014     |
| 11                  |                              | Isaac Herzog יִצְחָק הֶרְצוֹג "באגי"       | 7 de julio de 2021      | En el cargo             | Independiente                        | 2021     |

## Expresidentes vivos

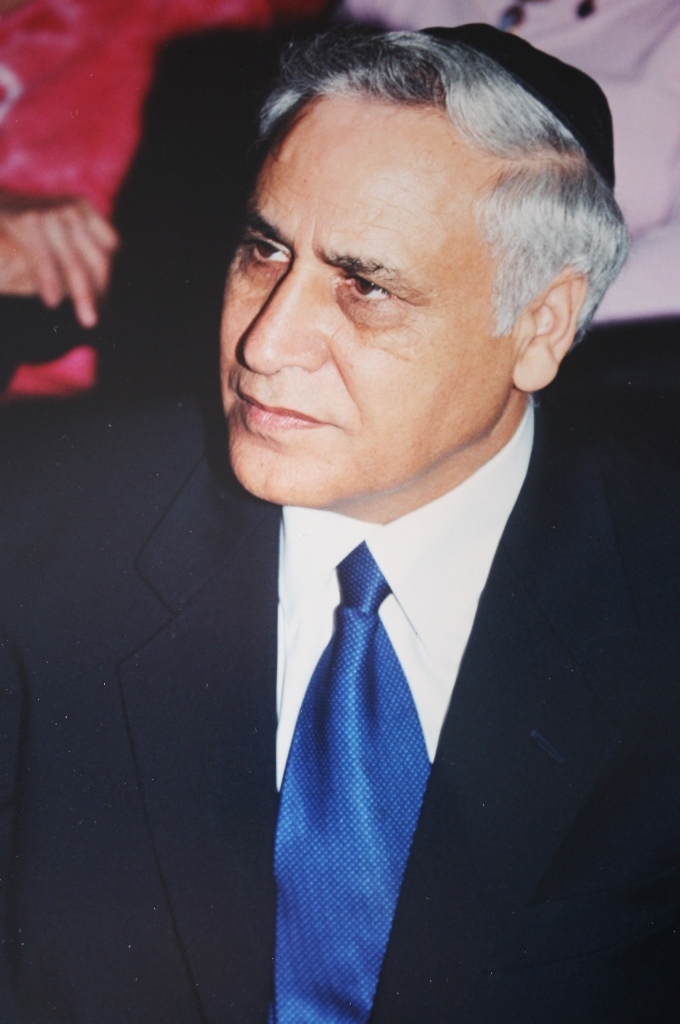
Moshé Katsav 2000-2007 Sin cargo público actual
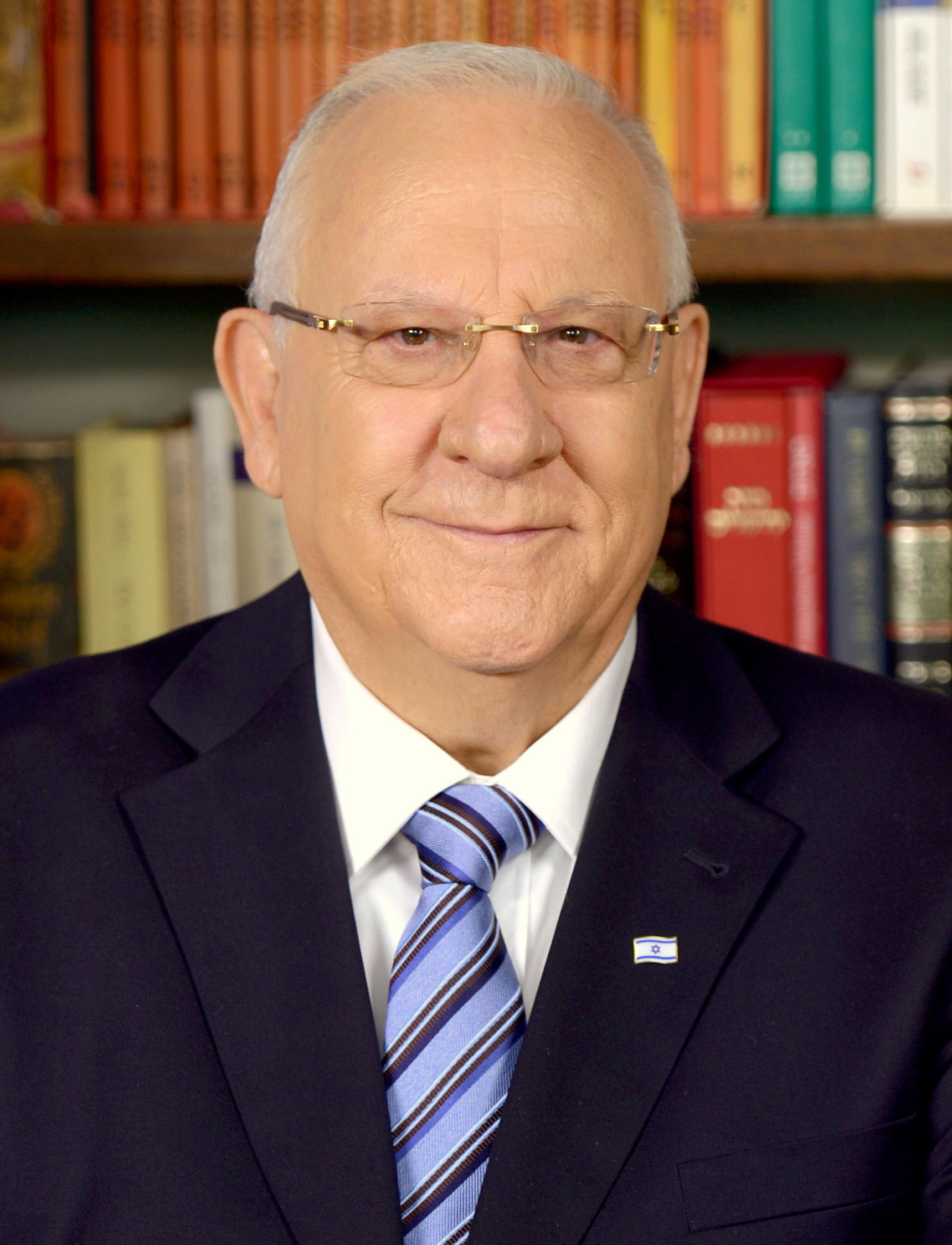
Reuven Rivlin 2014-2021 Sin cargo público actual

- Moshé Katsav (79 años)
2000-2007
Sin cargo público actual
- Reuven Rivlin (85 años)
2014-2021
Sin cargo público actual